# Tunaån

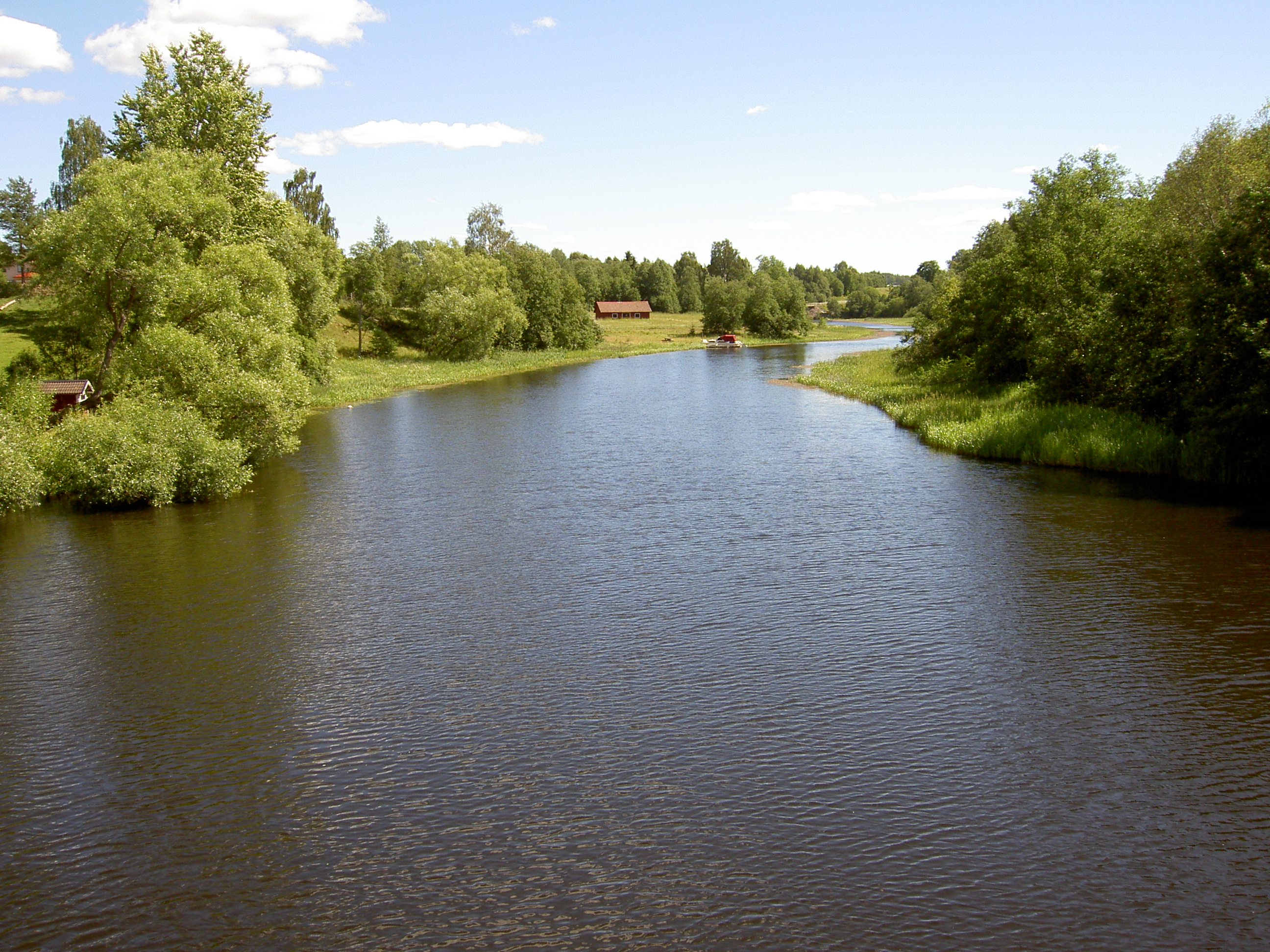
Tunaån från bron vid kyrkan

Tunaån är en å i Borlänge kommun. Ån är endast omkring fyra km lång, men avvattnar ett stort område i Borlänge, Ludvika, Smedjebackens och Säters kommuner genom sina två stora tillflöden, Norån och Grängshammarsån. Den passerar genom den sydöstra delen av Borlänge tätort, inte långt från Stora Tuna kyrka, för att mynna i Dalälven vid Tyllsnäs udde, omkring två km uppströms Torsång. Riksväg 70 och Dalabanan passerar på broar över Tunaån.
Naturreservatet Frostbrunnsdalen gränsar till ån och Frostbrunnsbäcken utgör ett tillflöde till Tunaån.